# Matthew Digby Wyatt
Sir Matthew Digby Wyatt (* 28. Juli 1820 in Rowde bei Devizes, Großbritannien; † 21. Mai 1877 bei Cowbridge) war ein britischer Architekt und Kunsthistoriker.

## Leben
Wyatt war jüngster Sohn des Anwalts und Polizeimagistraten Matthew Wyatt. Nach der Schulzeit arbeitete er im Architekturbüro seines ältesten Bruders Thomas Henry Wyatt. Im Alter von 16 Jahren zeichnete ihn die Architectural Society für einen Aufsatz mit einer Medaille aus. 1838 trat er in die Royal Academy Schools ein, ging jedoch noch vor Abschluss in den Jahren 1844–1846 auf Grand Tour. Während seiner Reise fertigte er über 1000 Zeichnungen an, die er ab 1848 in einer Serie von Büchern veröffentlichte. Durch eine von Wyatt gehaltene Vorlesung über Mosaike an der Royal Academy of Arts wurde Henry Cole auf ihn aufmerksam, der ihn 1849 an die Industrieausstellung in Paris mitnahm. Wyatts ausführlicher Bericht über die Ausstellung sorgte vielerseits für Anerkennung, weshalb er 1851 zum Sekretär der Great Exhibition ernannt wurde. Unter anderem war er dort für die Ausführung der Arbeiten am Crystal Palace zuständig. Aus der Zusammenarbeit mit Owen Jones entstand eine enge Freundschaft. Für einen Bericht über den Crystal Palace wurde ihm 1851 die Telford-Medaille, die höchste Auszeichnung der Institution of Civil Engineers, verliehen.
Im Jahr darauf, 1852, wurde Wyatt mit dem Bau der dekorativen Eisenkonstruktionen der Londoner Paddington Station beauftragt, wobei er wiederum mit Owen Jones sowie mit Isambard Kingdom Brunel zusammenarbeitete. Ebenfalls in Zusammenarbeit mit Brunel gestaltete er den Bahnhof Bristol Temple Meads mit.
1855 wurde Wyatt Vermesser und Architekt der East India Company, für die er zahlreiche Gebäude in Großbritannien und Indien errichtete. Nach deren Niedergang durch den Indischen Aufstand von 1857 diente Wyatt in der neu gebildeten Verwaltung in gleicher Funktion. So gestaltete er zusammen mit George Gilbert Scott das Hauptgebäude des India Office in Whitehall, dessen Innenhof als Wyatts Meisterstück gilt.
Von 1855 bis 1859 war Wyatt Ehrensekretär des Royal Institute of British Architects, das ihn 1866 mit der Royal Gold Medal auszeichnete. 1869 wurde ihm die Ritterwürde eines Knight Bachelor verliehen.
Ausgezehrt von seiner jahrelangen Tätigkeit zog er sich auf Dimlands Castle bei Cowbridge, ein Anwesen das der Familie seiner Frau gehörte, zurück. Jedoch erholte er sich nicht mehr, so dass er am 21. Mai 1877 im Alter von 56 Jahren verstarb. Sein Grabmal im Friedhof der Stadt Usk wurde von seinem älteren Bruder Thomas Henry gestaltet.